# Красное Поле (Краснодарский край)
Красное Поле — посёлок в Курганинском районе Краснодарского края.
Входит в состав Курганинского городского поселения.

## География
Улиц три: ул. 40 лет Октября, ул. Кочубея и ул. Набережная.

## Население
| 2002 | 2010 |
| ---- | ---- |
| 760  | ↘737 |